# Cerkiew św. Jerzego w Dębnie
Cerkiew św. Jerzego w Dębnie – cerkiew greckokatolicka, znajdująca się w Dębnie, zbudowana w 1864.
W marcu 1945 ludność ukraińską Dębna (2099 osób) wysiedlono do ZSRR. Po 1946 Kościół Greckokatolicki w Polsce został zdelegalizowany. Cerkiew została przejęta przez Kościół rzymskokatolicki. Pełni funkcję kościoła parafialnego pw. Podwyższenie Krzyża Świętego w Dębnie.

## Historia
Cerkiew pw. św. Jerzego wzniesiono z fundacji Alfreda Potockiego i jego żony Marii z Sanguszków oraz Lubomirskich w 1864. Była remontowana w 1889, 1923 i 1979.
Budynek murowany, węższe od nawy prezbiterium zamknięte trójbocznie z zakrystią od północy. Nawa nakryta dachem dwuspadowym, zwieńczonym wieżyczką na sygnaturkę i spiczastym hełmem. Trójkątny szczyt fasady arkadowym fryzem z rzeźbami we wnękach. Na osi w okulusie herby Potockich i Sanguszków. Urządzenie wnętrza nowe. Polichromia wykonana współcześnie autorstwa Zygmunta Wiglusza z Krakowa.
Obok świątyni dzwonnica murowana, parawanowa, trójarkadowa prawdopodobnie z 1864 oraz zabytkowy cmentarz przycerkiewny z dębem pomnikiem przyrody.
Parochowie parochii Dębno:
1786–1792. Jan Jaroszewicz (zmarł w Dębnie 13 grudnia 1792 roku, żył 37 lat).
1793–1825. Aleksy Kaczkowski (zmarł w Dębnie 30 czerwca 1825 roku, żył 58 lat).
1825–1865. Jan Kaczkowski (dziekan Kańczucki; zmarł w Dębnie 14 kwietnia 1865 roku).
1865–1866. Michał Kiszakiewicz (ur. w 1823 roku, wyświęcony w 1854 roku, paroch w Gorzycach (administrator w Dębnie), zmarł w Piskorowicach 30 kwietnia 1896 roku).
1866–1882. Sylwester Królikowski (ur. w 1826 roku, wyświęcony w 1854 roku, zmarł w Dębnie 14 marca 1882 roku).
1882–1883. Józef Szajdecki (ur. w 1854 roku, wyświęcony w 1881 roku, administrator).
1883–1915. Aleksy Iwasiwka (ur. w 1848 roku, wyświęcony w 1873 roku, zmarł w Dębnie 19 marca 1915 roku).
1917–1945. Nikita Bułyk (ur. w 1885 roku, wyświęcony w 1910 roku).

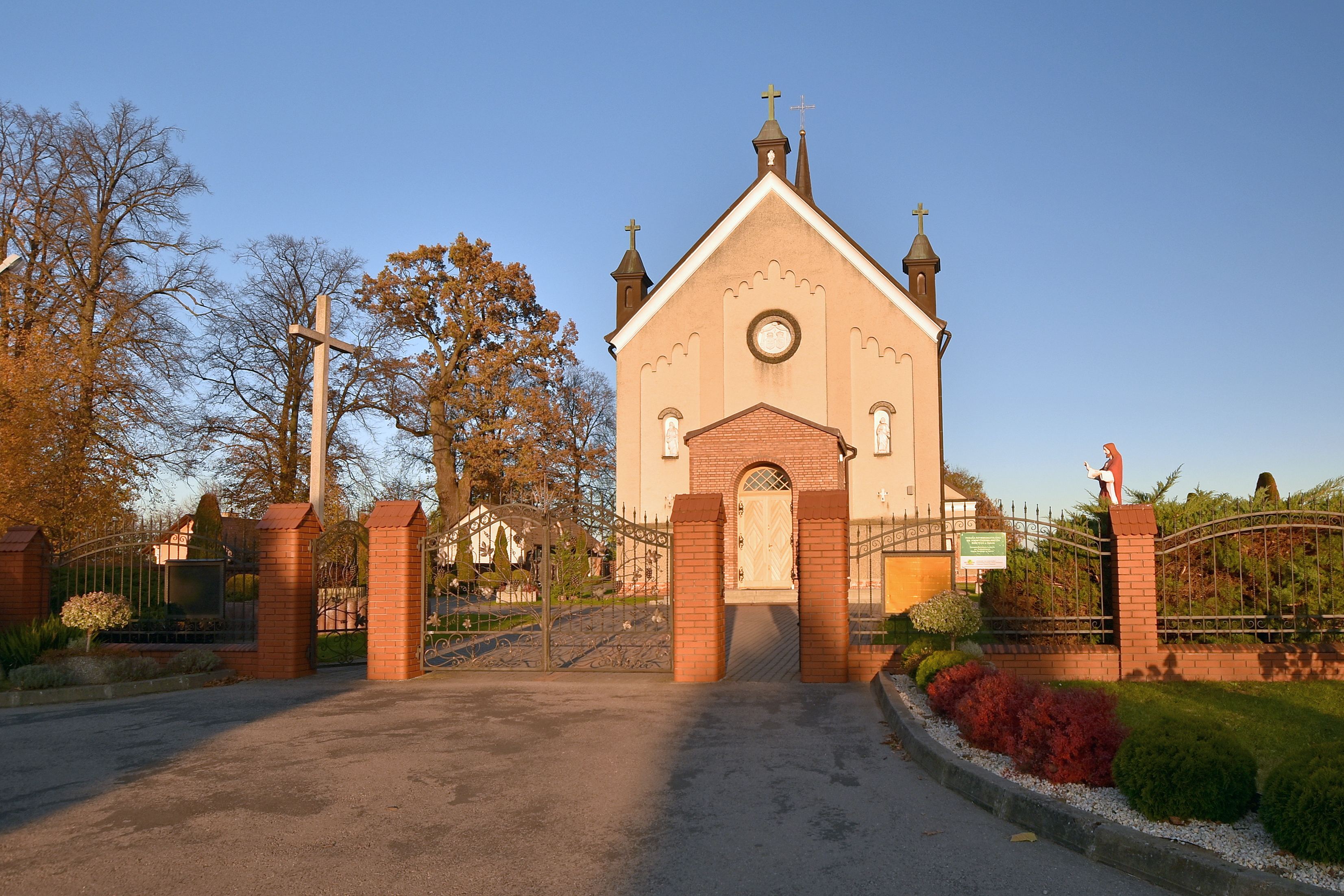
Elewacja frontowa
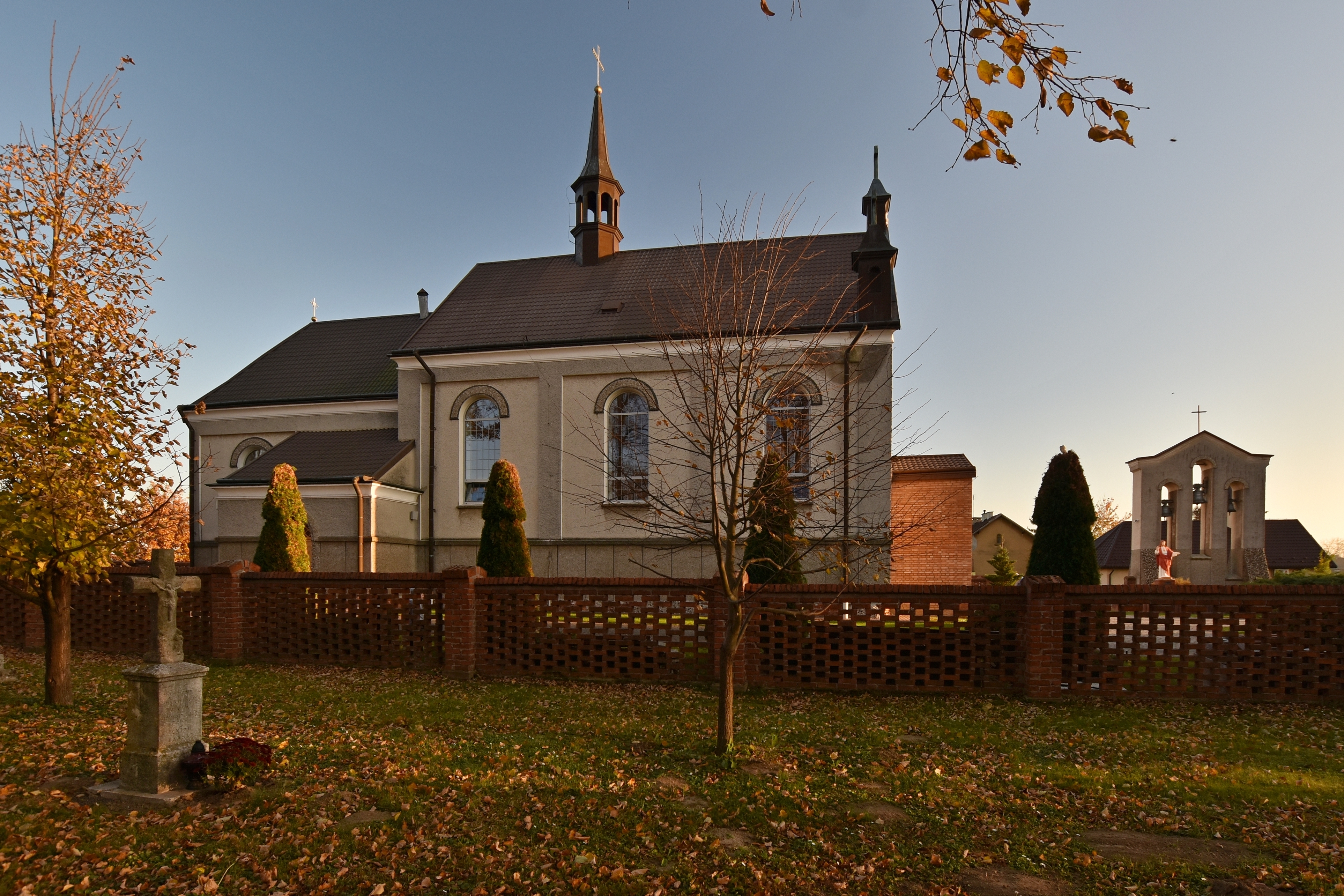
Elewacja boczna
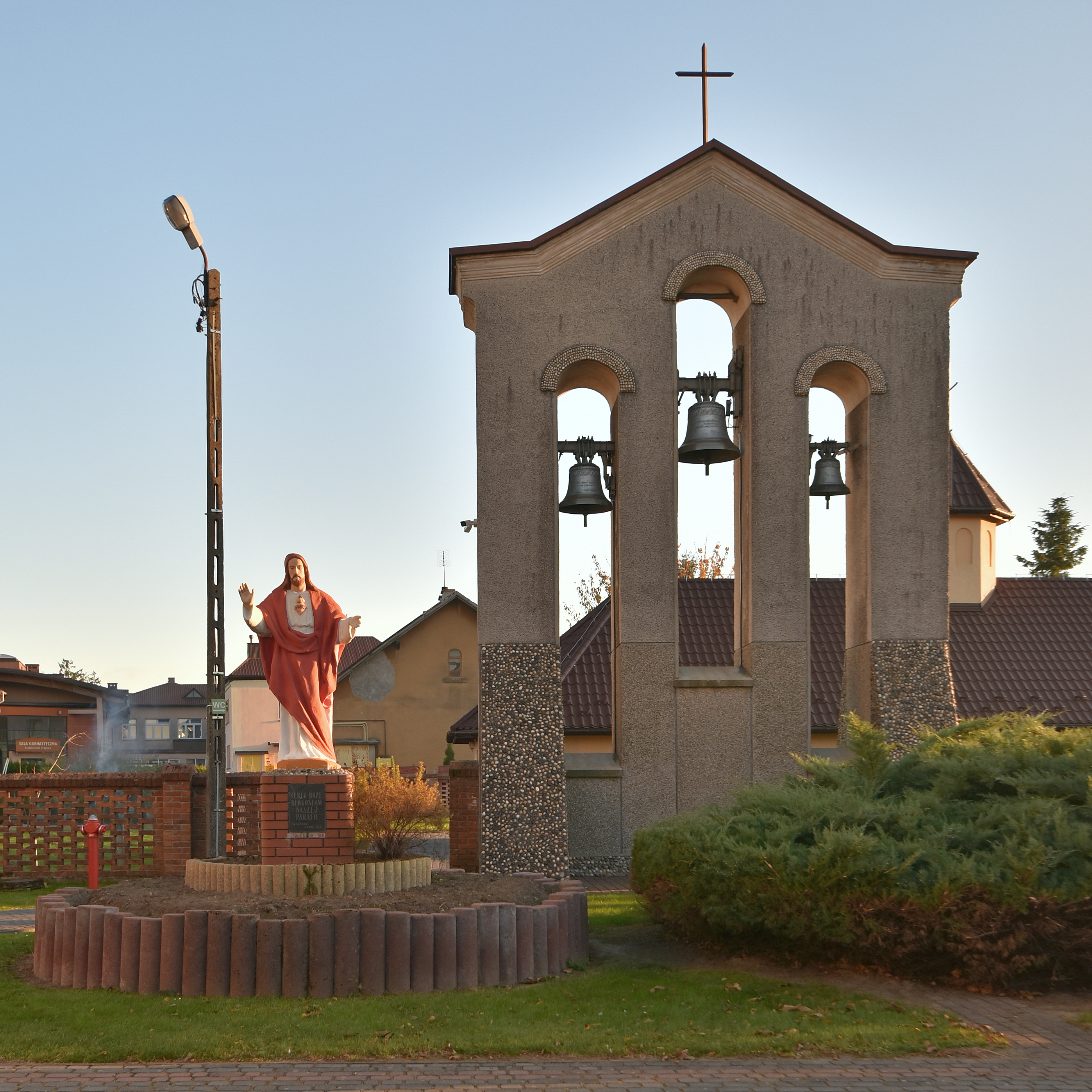
Dzwonnica